# Västanfors kraftstation
Västanfors kraftstation är ett vattenkraftverk i Kolbäcksån. Det ligger i Västanfors i Fagersta kommun. Kraftstationen byggdes 1948 och ersatte då Västanfors gamla kraftstation som är bevarad och ligger bredvid Västanfors (nya) kraftstation. Parallellt med kraftstationen ligger Kronprinsessan Victorias sluss i Strömsholms kanal. Det finns mer information i Västanforsområdet.